# Segunda División 1954-1955 (Messico)
Il campionato di calcio di Segunda División messicana 1954-1955 è stato il quinto campionato di secondo livello del Messico. Cominciò il 12 settembre 1954 e si concluse il 13 marzo del 1955. Vide la vittoria finale del Atlas, con relativa promozione in Primera División.

## Squadre partecipanti
| Club              | Città                 | Stadio                         | Stagione 1953-1954                         |
| ----------------- | --------------------- | ------------------------------ | ------------------------------------------ |
| Anáhuac           | Monterrey             | Estadio Tecnológico            | 4º posto in Segunda División               |
| Atlas             | Guadalajara           | Parque Oro                     | 12º posto in Primera División (Retrocesso) |
| Celaya            | Celaya                | Estadio Emilio Butragueño      | [ 1 ]                                      |
| Cuautla           | Cuatla                | Estadio Isidro Gil Tapia       | 4º posto in Segunda División               |
| Independiente     | Toluca                | Campo del Tívoli               | Non partecipa.                             |
| Laguna            | Torreón               | Campo del Club San Isidro      | [ 2 ]                                      |
| La Piedad         | La Piedad             | Estadio Juan Nepomuceno López  | 3º posto in Segunda División               |
| Monterrey         | Monterrey             | Estadio Cuauhtémoc.            | 12º posto in Segunda División              |
| Deportivo Morelia | Morelia               | Campo Morelia                  | 9º posto in Segunda División               |
| Politécnico       | Città del Messico     | Estadio Olímpico Universitario | [ 3 ]                                      |
| Pumas UNAM        | Città del Messico     | Estadio Olímpico Universitario | [ 3 ]                                      |
| Querétaro         | Santiago de Querétaro | Estadio Corregidora            | 7º posto in Segunda División               |
| San Sebastián     | León                  | Estadio La Martinica           | 2º posto in Segunda División               |
| Zamora            | Zamora de Hidalgo     | Parque Juan Carreño            | 9º posto in Segunda División               |

## Classifica finale
|  | Pos. | Squadra              | Pt | G  | V  | N | P  | GF | GS | DR  |
|  | ---- | -------------------- | -- | -- | -- | - | -- | -- | -- | --- |
|  | 1.   | Atlas                | 39 | 26 | 17 | 5 | 4  | 67 | 25 | +42 |
|  | 2.   | Cuautla              | 32 | 26 | 13 | 6 | 7  | 53 | 40 | +13 |
|  | 3.   | Zamora               | 31 | 26 | 14 | 3 | 9  | 44 | 34 | +10 |
|  | 4.   | Querétaro            | 31 | 26 | 13 | 5 | 8  | 50 | 44 | +14 |
|  | 5.   | Laguna               | 30 | 26 | 12 | 6 | 8  | 47 | 34 | +13 |
|  | 6.   | Deportivo Morelia    | 29 | 26 | 11 | 7 | 8  | 51 | 35 | +16 |
|  | 7.   | Anáhuac              | 26 | 26 | 10 | 6 | 10 | 42 | 45 | -3  |
|  | 8.   | La Piedad            | 26 | 26 | 11 | 4 | 11 | 49 | 55 | -6  |
|  | 9.   | Monterrey            | 26 | 26 | 10 | 6 | 10 | 31 | 40 | -9  |
|  | 10.  | San Sebastián        | 25 | 26 | 10 | 5 | 11 | 37 | 46 | -9  |
|  | 11.  | Celaya               | 21 | 26 | 8  | 5 | 13 | 36 | 55 | -19 |
|  | 12.  | Independiente Toluca | 17 | 26 | 7  | 3 | 16 | 43 | 51 | -8  |
|  | 13.  | Politécnico          | 16 | 26 | 6  | 4 | 16 | 29 | 52 | -23 |
|  | 14.  | Pumas UNAM           | 15 | 26 | 6  | 3 | 17 | 25 | 48 | -23 |

Legenda:
      Promosso in Primera División
 Qualificate per il Girone di selezione
Note:
Due punti a vittoria, uno a pareggio, zero a sconfitta.

## Verdetti Finali
- Atlas, Cuautla e Zamora promossi in Primera División 1955-1956.
- Nessuna retrocessione.